# 마가레타 스콧
마가레타 스콧(Margaretta Scott, 1912년 2월 13일 ~ 2005년 4월 15일)은 잉글랜드의 배우이다.